# C.M. Soya-Jensen
Carl Martin Soya-Jensen (27. december 1860 i Odense – 21. februar 1912 i København) var en dansk akvarelmaler.
Soya-Jensen er søn af farver og klædefabrikant Carl Jensen og hustru, født Rasmussen. Han blev student fra Odense Katedralskole 1879 og tog den filosofiske eksamen i 1880, hvorefter han begyndte at studere fysik. Lyst til kunsten bragte ham dog, efter at han havde aftjent sin værnepligt, ind på akvarelmaleriet, hvorfor han omtrent et år nød vejledning hos akvarelmaler Niels Bredal og derpå i vinteren 1885-86, med understøttelse fra Den Hielmstierne-Rosencroneske Stiftelse, søgte videre uddannelse ved École des beaux-arts i Paris. Allerede fra 1884 var han begyndt at udstille og vakte så megen opmærksomhed ved sine vandfarvebilleder, at Akademiet i 1888 valgte ham til dets lærer i akvarelmaling. For at uddanne sig videre i sit fag fik han i 1889 en akademisk rejseunderstøttelse til et studieophold i London og udgav samme år en vejledning i akvarelmaling under titlen Akvarelteknik. Han har med held udstillet så vel i München som i Dresden. Soya-Jensen ægtede 11. november 1891 malerinden Emilie Johanne Elise Bolvig (1864-1892), datter af antikvitetshandler J.M.E. Bolvig; der var udstillet landskabsbilleder af hende i 1888 og 1892-93. 28. maj 1895 giftede han sig med Ingeborg Regine Hammer (1869-1916), som i 1896 fødte ham sønnen Carl Erik Martin, senere kendt som forfatteren Soya. Soya-Jensen var i perioden 1896-1907 formand for Kunstnerforeningen af 18. november og udnævntes i 1912 som titulær professor.

## Ekstern henvisning
- C.M. Soya-Jensen på Kunstindeks Danmark/Weilbachs Kunstnerleksikon